# راکی (بازی ویدئویی ۲۰۰۲)
راکی (به انگلیسی: Rocky) عنوان یک بازی ویدئویی است که براساس سری فیلم‌های راکی ساخته شده است. این بازی در سال ۲۰۰۲ میلادی برای پلی استیشن ۲ ، ایکس باکس و گیم بوی ادوانس عرضه شد .